# Phanerotoma attenuata
Phanerotoma attenuata är en stekelart som beskrevs av Herbert Zettel 1989. Phanerotoma attenuata ingår i släktet Phanerotoma och familjen bracksteklar. Inga underarter finns listade i Catalogue of Life.